# Trypanaeus fucatus
Trypanaeus fucatus är en skalbaggsart som beskrevs av Wenzel 1944. Trypanaeus fucatus ingår i släktet Trypanaeus och familjen stumpbaggar. Inga underarter finns listade i Catalogue of Life.